# Jean-Baptiste Denys
Jean-Baptiste Denys (1643 – 3 ottobre 1704) è stato un medico francese.

## Biografia
È noto per aver eseguito la prima trasfusione di sangue completamente documentata. Questa fu svolta il 15 giugno 1667 ad un ragazzo di quindici anni, in cui fu trasfuso sangue di pecora. Il ragazzo sopravvisse all'operazione, così come sopravvisse un operaio, che fu il secondo uomo sottoposto a trasfusione da parte di Denys. Non tutti i successivi pazienti di Denys sottoposti a trasfusione, tra i quali il barone svedese Gustaf Bonde, sopravvissero.
Ha studiato a Montpellier ed è stato medico personale del Re Luigi XIV.
La fine della carriera di Denys è legata ad un altro avvenimento controverso: la moglie di un suo paziente deceduto lo accusò di omicidio e dopo il processo, in cui tuttavia fu assolto, Denys rinunciò alla pratica della medicina.
Nel 1670 la procedura di trasfusione, a causa degli esperimenti con sangue animale e delle controversie etiche, fu vietata in Francia. Essa divenne di sicuro affidamento solo nei primi del '900 grazie agli studi di Karl Landsteiner.